# Milan Kangrga

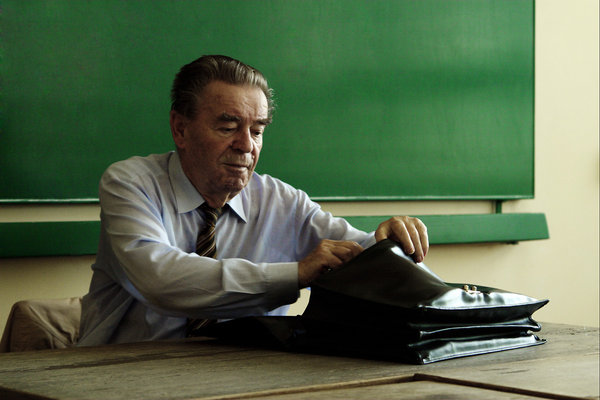
Milan Kangrga (2007)

Milan Kangrga (* 1. Mai 1923 in Zagreb; † 25. April 2008 ebenda) war Professor für Philosophie an der Universität Zagreb.

## Leben
Kangrga studierte an der Universität Zagreb Philosophie und promovierte 1961, in den Jahren 1962 bis 1964 hatte er einen von der Alexander-von-Humboldt-Stiftung ermöglichten Studienaufenthalt an der Universität Heidelberg. Später war er als Gastdozent unter anderem an den Universitäten Bonn und Düsseldorf sowie mehreren Universitäten in der Sowjetunion und der Tschechoslowakei tätig. Ab 1972 war er ordentlicher Professor für Philosophie (Lehrstuhl für Ethik) an der Universität Zagreb, 1993 wurde er emeritiert. Er gehörte zu den Gründungsmitgliedern der Praxis-Gruppe. Er engagierte sich in der 1997 gegründeten Socijalistička radnička partija Hrvatske (Sozialistische Arbeiterpartei Kroatiens).

## Werke
- Rationalistička filozofija, 1957 (= Rationalistische Philosophie)
- Etički problem u djelu Karla Marxa, 1963 (2. Aufl. 1980) (= Das ethische Problem im Werk von Karl Marx)
- Etika i sloboda, 1966 (= Ethik und Freiheit)
- Der Sinn der Marxschen Philosophie und Praxis und Kritik. Betrachtungen zu Marx' "Thesen über Feuerbach", in: Revolutionäre Praxis, hrsg. v. Gajo Petrović, 1969
- Smisao povijesnoga, 1970 (= Der Sinn des Geschichtlichen)
- Razmišljanja o etici, 1970 (= Gedanken über die Ethik)
- Entfremdung und Verdinglichung im Marxens Werk, in: Jugoslawien denkt anders, 1971 (ISBN 3-203-50242-2)
- Izvan povijesnog događanja, 1997 (ISBN 953-6359-20-0) (= Außerhalb der geschichtlichen Ereignisse)
- Praksa - vrijeme - svijet (deutsche Ausgabe: Praxis - Zeit - Welt, 2004, ISBN 3-8260-2759-0)
- Wir wollten eine demokratische Lösung der sozialistischen Bewegung (Interview) in: »1968« in Jugoslawien. Studentenproteste und kulturelle Avantgarde zwischen 1960 und 1975. Gespräche und Dokumente, hrsg. von Boris Kanzleiter und Krunoslav Stojaković, 2008 (ISBN 978-3-8012-4179-7), S. 125–137